# Adelfiusz z Omphis
Adelfiusz z Omphis – żyjący w IV wieku święty katolicki.
Wspólnie ze św. Atanazym zwalczał herezję arianizmu. Brał udział w synodzie aleksandryjskim (362). Z powodu swojej działalności został wygnany. Zachował się list św. Atanazego, którego jest adresatem.
Zgodnie z zapisami w synaksarionach jego wspomnienie liturgiczne obchodzone jest 21 maja.
Adelfiusz – imię pochodzenia łac. wywodzące się od greckiego Adélfios, Adelfós - braterski, brat.